# Ulli Martin
Ulli Martin, familienaam Hans Ulrich Wiese, (Osnabrück, 19 juli 1946) is een Duitse schlagerzanger.

## Carrière
Hans-Ulrich Wiese startte zijn carrière in de jaren 1960 als zanger in de beatgroep The Bats, later The Mad Bats. Door toeval belandde een muziekband, dat hij voor zijn moeder had gemaakt, in handen van muziekproducent Leo Leandros, die met hem enkele (onopgemerkte) singles produceerde. In de zomer van 1971 bereikte de single Monika de 2de plaats in de Duitse hitparade. Het succes herhaalde zich met de singles Ich träume mit offenen Augen von dir (1972, 3e plaats) en Du mußt nicht weinen (1972, 10e plaats). Leo Leandros beëindigde daarna de samenwerking om zich te concentreren op de carrière van zijn dochter Vicky Leandros en de opkomende Demis Roussos. Dienovereenkomstig werd Ulli Martin met middelmatige liedjes verzorgd, die echter niet goed verkochten. Tot 1974 had hij nog diverse hits, waaronder Ein einsames Herz, das braucht Liebe (1972, 25e plaats), Ich liebe dich (1973, 21e plaats), Du bist das allerschönste Mädchen (1974, 42e plaats) en Mariann, Mariann (1974, 42e plaats), voordat hij van het toneel verdween. Tot het begin van de jaren 1980 volgden nog enkele comebackpogingen, maar die mislukten jammerlijk.

## Discografie

### Singles
- 1971: Monika
- 1971: Ich träume mit offenen Augen von dir
- 1972: Du mußt nicht weinen
- 1972: Ein einsames Herz, das braucht Liebe
- 1973: Ich liebe dich
- 1973: Komm doch zu mir
- 1973: Du bist das allerschönste Mädchen
- 1974: Mariann, Mariann
- 1974: Das Lied unserer Liebe
- 1974: Das Schiff der verlorenen Herzen
- 1975: Schenk’ mir noch einen Tanz
- 1976: Wie ein Mantel im Wind
- 1976: Drei verrückte Mädchen
- 1977: Mit 17 fängt das Leben erst an
- 1978: Engel müssen früher sterben
- 1978: Rote Rosen im Schnee
- 1980: Meine Fehler seh’ ich ein
- 1981: Es steht viel auf dem Spiel
- 1981: Bleib heute nacht bei mir
- 1982: Und ich geh’ meinen Weg…
- 1983: Seit es dich gibt
- 1987: Adieu Goodbye Madonna Mia
- 1990: Nur mit Dir / Monika (Remix 1990)

### Albums
- 1972: Ein Traum wird wahr
- 1973: Ich liebe dich
- 1972: Ulli Martin
- 1975: Schenk mir noch einen Tanz
- 1989: Fernweh Träumerei

### Compilaties
- 1974: Star für Millionen – compilatie
- 2013: Ich träume mit offenen Augen von dir – compilatie, 3-cd-box-set

- Gemeinsame Normdatei: 134456718
- International Standard Name Identifier: 0000 0000 5809 5832
- Library of Congress Control Number: no00049219
- MusicBrainz: ade742f3-a5c0-4e25-ab8e-d30d7baddf92
- Virtual International Authority File: 79630654
- WorldCat: E39PBJpYqf4tV9wWTWJHYTFFrq